# Acaronychus grandjeani
Acaronychus grandjeani är en kvalsterart som beskrevs av Lange 1975. Acaronychus grandjeani ingår i släktet Acaronychus och familjen Acaronychidae. Inga underarter finns listade i Catalogue of Life.